# IP-852
IP-852 – protokół służący do przesyłania pakietów sieci LonWorks poprzez istniejącą sieć IP.

## Zastosowanie
Większość firm tworzących rozproszone systemy sterowania wprowadza własne protokoły komunikacyjne do wymiany informacji między urządzeniami stanowiącymi elementy systemu. Rozwiązanie takie nie sprawia problemów na poziomie sterowania operatorskiego, ale jeśli chlelibyśmy monitorować i/lub kontrolować pracę systemu z poziomu zarządzania to potrzebujemy możliwie jak najbardziej rozpowszechnionego standardu komunikacyjnego. Najwygodniejszym rozwiązaniem jest wykorzystanie już istniejącej sieci informatycznej, która zazwyczaj opiera się na modelu TCP/IP.

## Sposób działania

rysunek 1. kapsułkowanie pakietów Lontalk

Protokół IP-852 umożliwia stworzenie wirtualnego kanału komunikacyjnego przesyłającego dane przez istniejącą infrastrukturę sieciową. Zasady tworzenia takiego tunelu są opisane w standardzie EIA/CEA-852.
Tunelowanie pakietów sieci LonWorks opiera się na kapsułkowaniu pakietów LonWorks informacjami protokołu IP-852, i otrzymaniu w ten sposób ramki, która może zostać przesłana przez sieć internetową. Zasadę kapsułkowania przedstawia rysunek 1. Tak naprawdę protokół ten można używać w dowolnej sieci informatycznej udostępniającej protokół UDP w warstwie transportowej, choć najpopularniejsza jest konfiguracja UDP over IP. Tunelowanie zapewnia transparentność komunikacji sieciowej na poziomie aplikacji uruchamianych na urządzeniach systemu Lonworks, tzn. przesyłanie informacji między poszczególnymi urządzeniami przebiega tak samo jak w przypadku korzystania z domyślnej sieci LonWorks. Wszelkie dane wymagane przez sieć IP są dodawane i modyfikowane przez aplikacje realizujące protokół IP-852.
Z punktu widzenia warstwowego modelu sieci protokół IP-852 należy umieścić w warstwie aplikacyjnej. Zasady działania programu realizującego protokół IP-852 są więc analogiczne do takich usług sieciowych jak serwer www, FTP lub mailowego.
| Warstwa                 | Przykładowe protokoły          | Zadanie warstwy |
| ----------------------- | ------------------------------ | --- |
| 7. Warstwa aplikacji    | HTTP, FTP, Telnet, SSH         | Umożliwia użytkownikowi dostęp do zasobów sieciowych                                                                       |
| 6. Warstwa prezentacji  | AFP, NCP, SMB                  | Tłumaczenie, kodowanie i kompresowanie danych                                                                              |
| 5. Warstwa sesji        | RPC, NetBIOS                   | Zarządzanie sesją |
| 4. Warstwa transportowa | TCP, UDP, RTP                  | Wymiana danych na poziomie międzyprocesowym                                                                                |
| 3. Warstwa sieci        | IP, ARP, ICMP                  | przesyłanie pakietów między obiektami tworzącymi sieć                                                                      |
| 2. Warstwa danych       | Ethernet, ISDN, WiFi           | Organizacja danych w ramki                                                                                                 |
| 1. Warstwa fizyczna     | zazwyczaj protokoły warstwy 2. | Przesyłanie danych przez medium transmisji (przewód, światłowód, radio), specyfikacje mechaniczne i elektryczne transmisji |

Urządzeniem które umożliwia korzystanie z protokołu jest router IP-852, który domyślnie pracuje na porcie 1628, i korzysta z protokołu transmisyjnego UDP. W praktyce wystarczy aby tylko jedno urządzenie w sieci LonWorks posiadało interfejs IP-852, co w połączeniu z odpowiednią aplikacją pozwoli na monitoring i kontrolę wszystkich elementów tej sieci, jak również łączenie, poprzez internet, z urządzeniami należącymi do całkowicie innej sieci posiadającej również router IP-852. Zbiór wszystkich takich routerów mogących wzajemnie wymieniać dane tworzy tzw. kanał IP-852. Komunikacja między routerami jest możliwa jeśli do ich tablic routowania wpisze się adresy IP urządzeń, które będą tworzyć kanał, co można zrobić korzystając ze specjalnej aplikacji windowsowej.

## Zasady tworzenia kanału IP-852
Zanim będzie można stworzyć kanał komunikacyjny IP-852 wszystkie urządzenia mające tworzyć ten kanał muszą zostać przyłączone do sieci internetowej. Zalecane jest, aby każdy router IP-852 posiadał statyczny adres IP. Możliwe jest ich dynamiczne przyporządkowanie adresów poprzez wykorzystanie serwera DHCP, ale rozwiązanie takie może być niekorzystne, ponieważ w momencie zmiany adresu IP któregokolwiek ze współpracujących routerów wymagana jest ponowna konfiguracja kanału.
Dodawanie urządzenia z interfejsem IP-852 jest bardzo proste, ponieważ każde z nich ma fabrycznie zainstalowany serwer www na adresie 192.168.1.222. Tak więc wystarczy podpiąć urządzenie do istniejącej sieci i skonfigurować je poprzez zwykłą przeglądarkę www (podobnie jak routery sieciowe).
Aby router IP-852 mógł poprawnie działać należy ustawić:
- adres IP
- maska podsieci
- brama sieciowa

W momencie skonfigurowania wszystkich routerów można przystąpić do utworzenia kanału IP-852. Proces ten również nie jest skomplikowany – służy do tego aplikacja o nazwie Configuration Server, dostarczana przez producenta urządzeń. Aplikacje tę należy uruchomić na komputerze będącym częścią sieci, do której należą routery IP-852.
Jeśli chcielibyśmy zwiększyć funkcjonalność systemu o możliwość komunikacji przez sieć WAN, a nie tylko w obrębie stworzonej przez nas sieci LAN należy jeszcze dodatkowo wykonać jedną czynność – przekierowanie portów – dzięki czemu żądania przychodzące z sieci WAN, będą mogły zostać przekierowane przez router sieciowy to odpowiedniego routera IP-852, a stamtąd już do konkretnego urządzenia systemu Lonworks.
Tak stworzony kanał IP-852 zapewnia komunikacje między urządzeniami Lonworks znajdującymi się nawet setki kilometrów od siebie, dając w ten sposób szerokie możliwości zarządzania rozproszonym systemem sterowania.